# Petrosaviales
De Petrosaviales zijn een zeer zelden erkende orde van eenzaadlobbige planten. De orde wordt ondere andere erkend door het APG III-systeem (2009) en de APWebsite. De Petrosaviales bestaan uit slechts één familie.
- orde Petrosaviales
  - familie Petrosaviaceae

## Fotogalerij

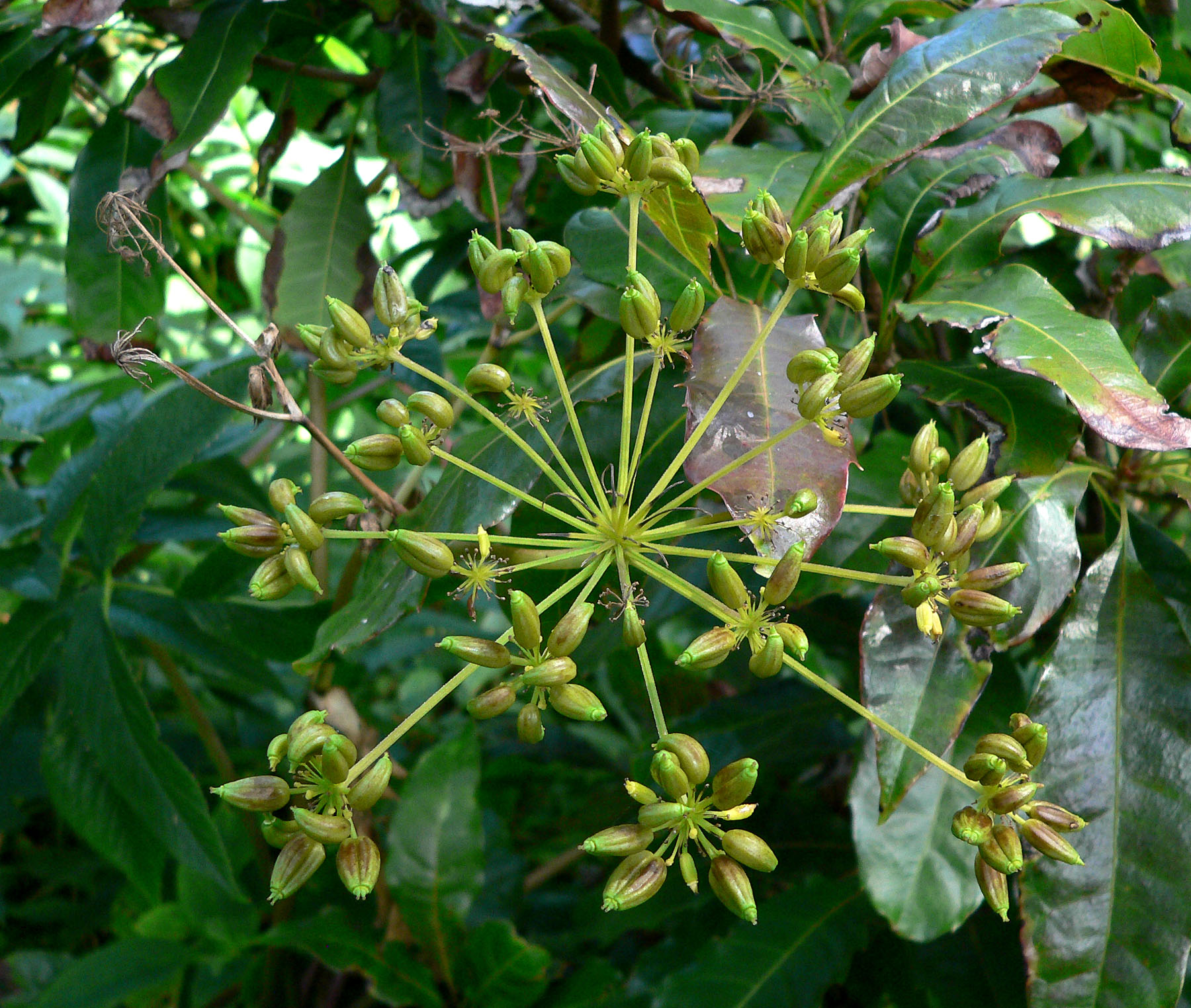
Meliosma matudae
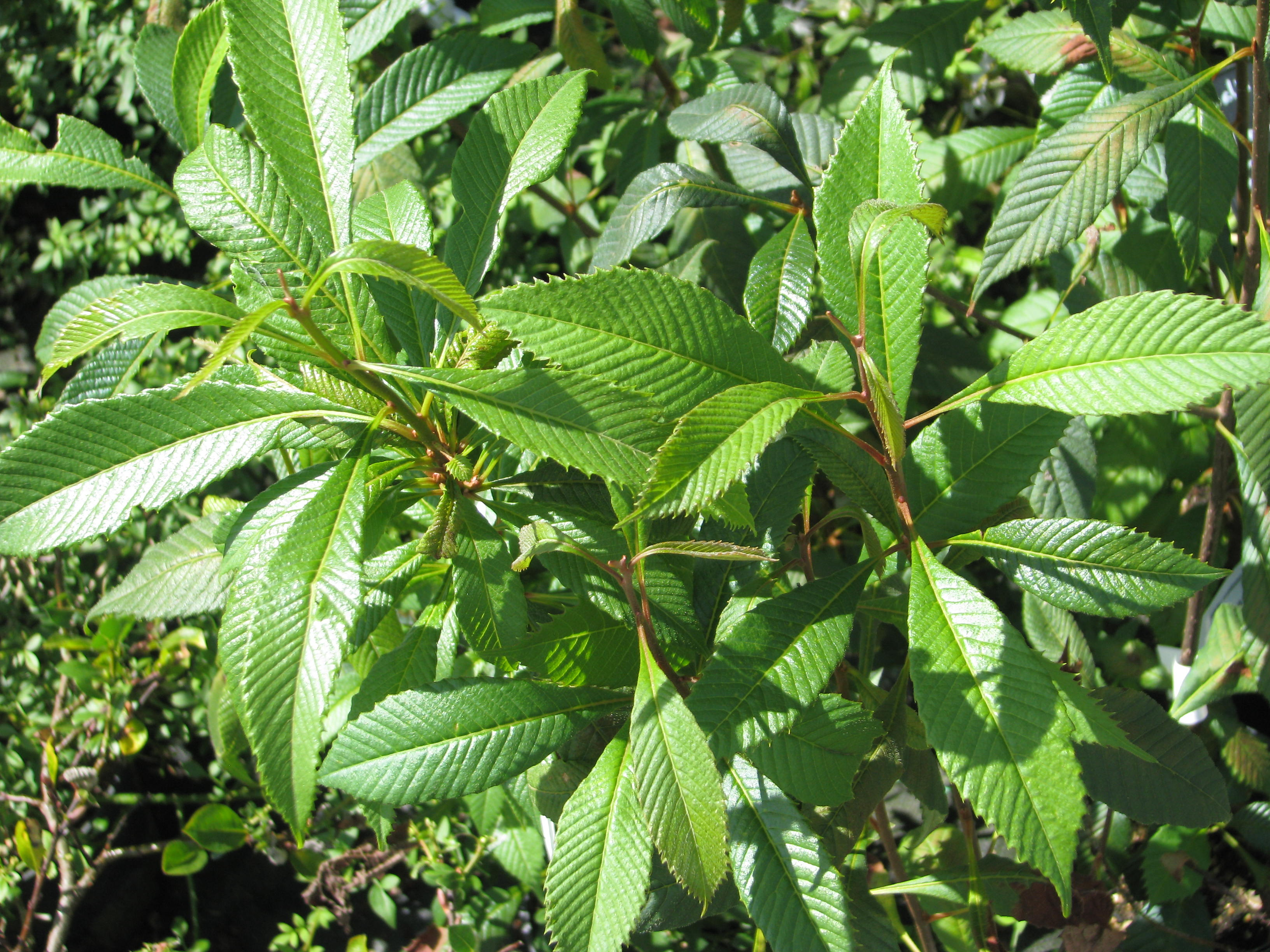
Meliosma cuneifolia
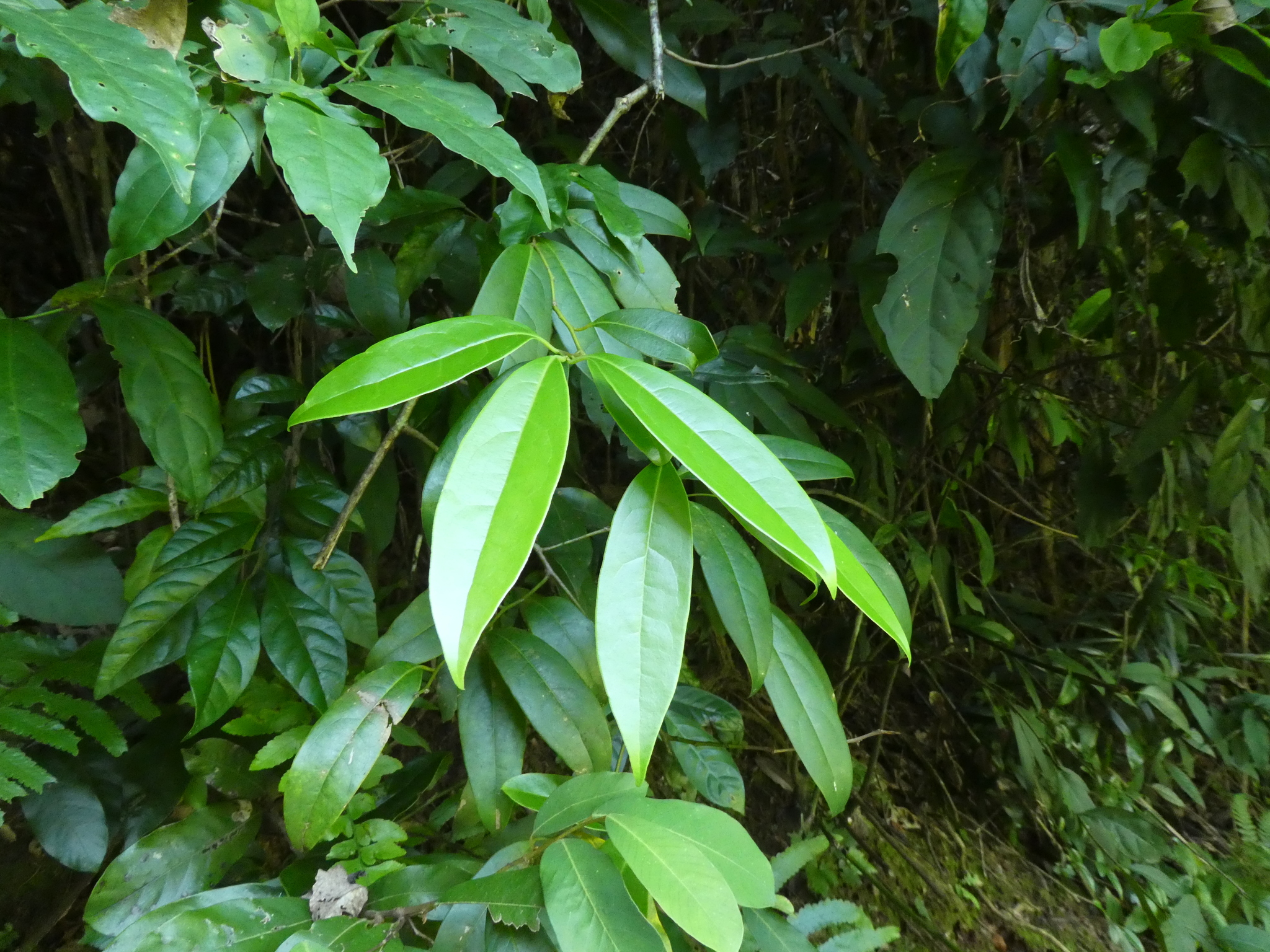
Sabia limoniacea